# Ian Chesterton
Ian Chesterton est un personnage de la série télévisée britannique de science-fiction Doctor Who et l'un des compagnons du premier Docteur. Il est l'un des tout premiers compagnons connus de la série et reste deux ans, entre 1963 et 1965, sous les traits de William Russell. Dans la version cinématographique d'un des épisodes de la série, Dr Who et les Daleks (1965), Ian est interprété par l'acteur Roy Castle, avec une personnalité et un contexte très différents. Le personnage apparaît au total dans 16 sérials et 77 épisodes de la première et seconde saison de la première série.

## Histoire du personnage

### Saison 1 (1963-1964)
Ian Chesterton enseigne les sciences en 1963 à la Coal Hill School de Londres et travaille avec sa collègue Barbara Wright, professeur d'Histoire. L'une de leurs étudiantes Susan Foreman, montre des connaissances avancées en sciences et en Histoire, mais un savoir vraisemblablement erroné dans les autres matières. Afin d'en connaitre un peu plus sur cette enfant étrange, Ian et Barbara suivent Susan jusqu'à une cabine de police située dans une déchèterie. Ayant une dispute avec son grand-père, un homme se présentant comme étant le Docteur, Barbara et Ian rentrent dans la cabine pour s'apercevoir qu'en réalité, cette dernière est un vaste vaisseau plus grand à l'intérieur et capable de voyager à travers l'espace et le temps : il s'agit du TARDIS. Le Docteur et Susan sont des extra-terrestres en exil sur Terre et ne peuvent pas se permettre que Ian et Barbara révèlent leur présence. Le Docteur décidera de faire démarrer le vaisseau, mais ne réussira pas à les ramener sur Terre à leur époque.
Ils se retrouveront par inadvertance dans la Préhistoire terrestre où ils seront enlevés par des hommes des cavernes, puis sur la planète Skaro où ils rencontreront les Daleks. L'épisode suivant The Edge of Destruction met en scène des tensions entre lui, Barbara, Susan et le Docteur, qui accuse les professeurs d'avoir saboté le vaisseau. De cette histoire, il en résultera une plus grande entente entre le Docteur et lui. Le personnage voyagera à l'intérieur du TARDIS sur de nombreuses destinations.

### Saison 2 (1964-1965)
Lors d'une poursuite dans l'espace-temps par les Daleks, Barbara suggérera à Ian d'utiliser la machine à voyager dans le temps abandonnée par les Daleks afin de se rendre à leur époque. Le Docteur est furieux et triste de les voir partir, mais les aide quand même (une attitude proche de celle de William Hartnell à l'époque). À la fin de l'épisode, Barbara et Ian sont de retour sur Terre dans l'Angleterre de 1965, deux ans après leur disparition.

### Saison 13 (2022)
Dans l'épisode Le Pouvoir du Docteur, il apparaît aux côtés d'anciens compagnons tels que Jo Grant, Mel Bush, Graham O'Brien, Yasmin Khan, Dan Lewis, Ace, Tegan Jovanka et Kate Stewart. Il fait partie du comité des anciens compagnons du Docteur.

### Mentions ultérieures
Le personnage de Ian devait revenir en guest-star dans l'épisode de 1983 de Doctor Who Mawdryn Undead mais Russell était occupé ailleurs. En 1999, le personnage revint dans l'édition VHS de l'épisode The Crusade. Deux parties de cet épisode ayant disparu, on voyait un Ian Chesterton âgé, racontant les événements de l'histoire auquel il avait assisté.
En octobre 2010, Ian est finalement mentionné dans l'épisode Death of the Doctor, une histoire en deux parties de la série spin-off de Doctor Who The Sarah Jane Adventures. Sarah Jane Smith révèle avoir fait des recherches sur les anciens compagnons du Docteur et découvert que Ian et Barbara se sont mariés, sont toujours professeurs à Cambridge et qu'une rumeur raconte qu'ils n'ont pas vieilli depuis les années 1960. (Ce qui contredit son apparition sur les VHS de "The Crusade").
Au début de Le Jour du Docteur, on peut voir sur la pancarte de la Coal Hill School (où travaille Clara Oswald) que Ian est le principal de l'établissement (chairman of the governors en VO).

## Caractéristiques
Ian est le personnage d'action de la série, capable d'appliquer les tâches physiques qu'un Docteur vieillissant ne pouvait faire. Il s'occupe surtout de la sûreté de tout l'équipage du TARDIS et dans les premiers épisodes, il lui arrive de se disputer avec le Docteur qui, pour satisfaire sa curiosité, va mettre en péril le groupe. Il est d'ailleurs assez étonnant que pour un "simple" professeur de chimie, ses aptitudes physiques soient si vastes, il peut monter à cheval, sait se battre à l'épée aussi bien qu'un gladiateur (The Romans) et peut paralyser un opposant avec le pouce (The Aztecs). Dans ce dernier épisode, il est expliqué qu'il eut un entrainement intensif à l'armée.
Lui et Barbara sont très proches, même si la nature de leur relation ne sera jamais clarifiée dans les épisodes de la série d'alors. Souhaitant la protéger, il partira seul la rechercher dans un harem de Sarrasins dans The Crusade. Dans cet épisode, il est d'ailleurs fait Chevalier par le roi Richard Cœur de Lion sous le titre de "Sir Ian de Jaffa".
Gareth Roberts écrivait en 1993 (12 ans avant qu'il ne soit scénariste sur la série Doctor Who) que Ian et Barbara constituaient "un parfait reflet d'une Angleterre qui a cessé d'exister, si jamais elle eut existé un jour. Ils sont ces amis "bien propres sur eux" dont on s'imagine que nos parents ont eu. Ils sont en cardigan, en pantalon et en politesses".

## Le personnage dans d'autres médias
Outre les aventures en livres, comic-books et pièces radiophoniques prolongeant l'univers de Doctor Who, le personnage est repris différemment dans deux adaptations de l'épisode The Daleks. Dans le livre de 1965 de David Whitaker, "Doctor Who in an Exciting Adventure with the Daleks", Ian est un chimiste sans emploi qui vient de voir un accident de voiture au moment où il rentre par inadvertance dans le TARDIS. Les caractéristiques de son personnage sont peu changées.
Dans le film de 1965 Dr. Who et les Daleks, Ian est le petit ami de Barbara, qui est la grande sœur de Susan. Son personnage est un imbécile, maladroit qui doit sa survie à la chance et ne comprend pas ce qui lui arrive. Dans le film Les Daleks envahissent la Terre, son personnage est remplacé par celui de Tom Campbell.